# 南江戸公園
南江戸公園（みなみえどこうえん）は、愛媛県松山市南江戸にある近隣公園である。

## 概要
松山中央下水処理場最初沈殿池の上に設置されており、公園は松山空港線を挟んで北ゾーンと南ゾーンの2つのエリアに分かれている。
北ゾーンには遊具や広場、南ゾーンにはテニスコートや広場などが設置されている。
かつては北ゾーンと南ゾーンを繋ぐ木製の歩道橋が道路を跨ぐように設置されていたが、老朽化により2016年ころに取り壊された。そのため、北ゾーンと南ゾーンを行き来するためには、地下道を通る必要がある。

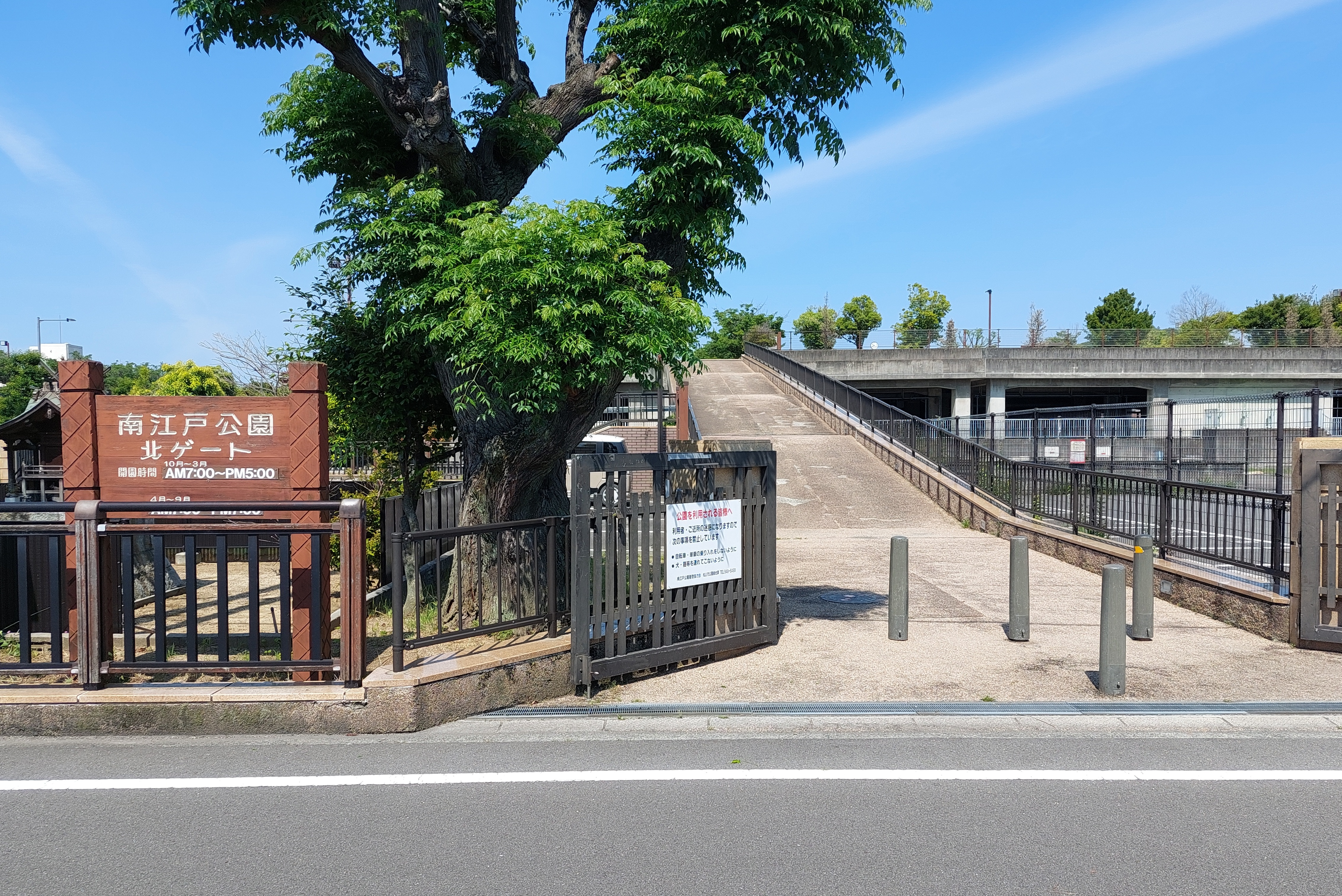
北ゲート
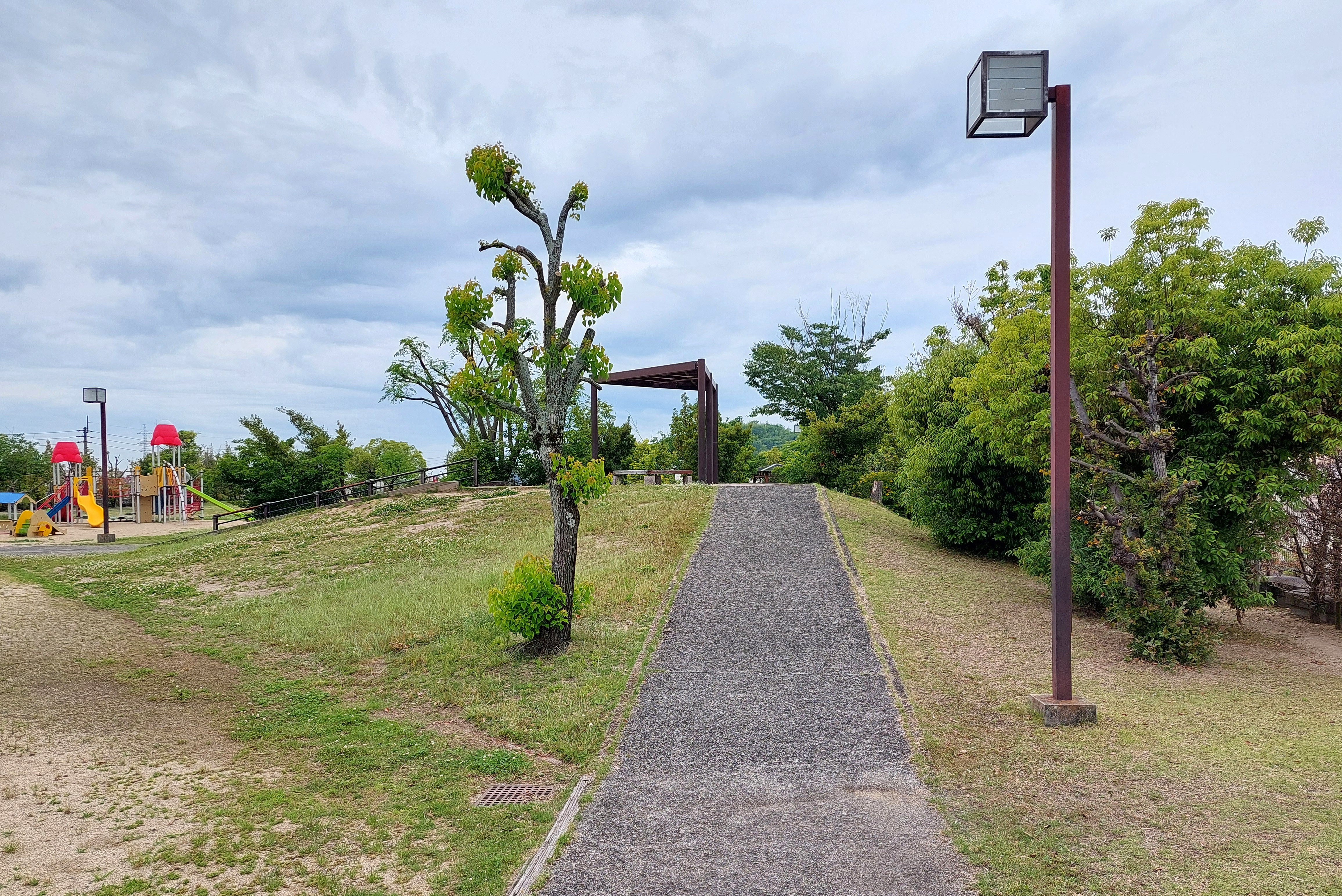
休憩所
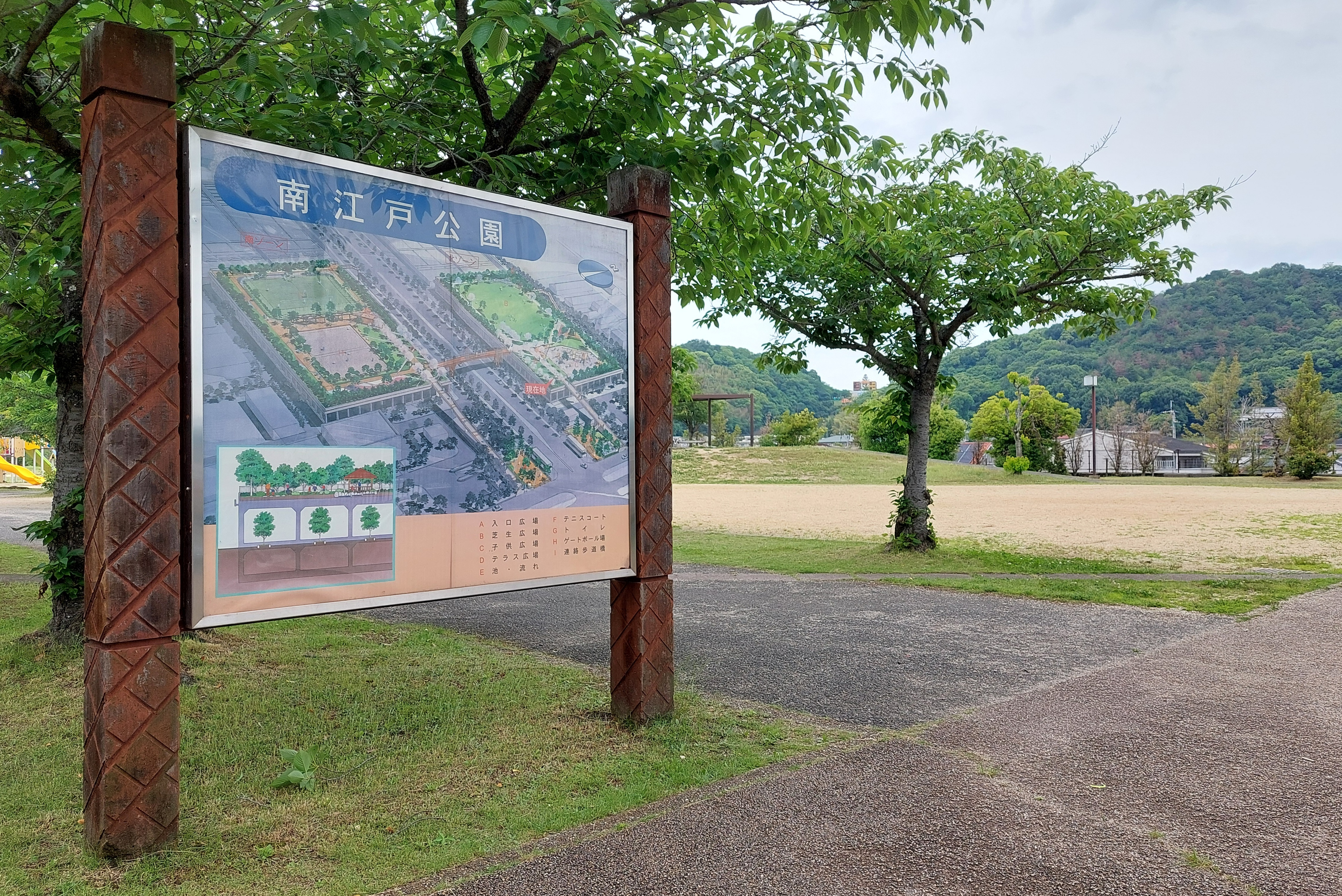
案内図に描かれている連絡歩道橋は撤去された。
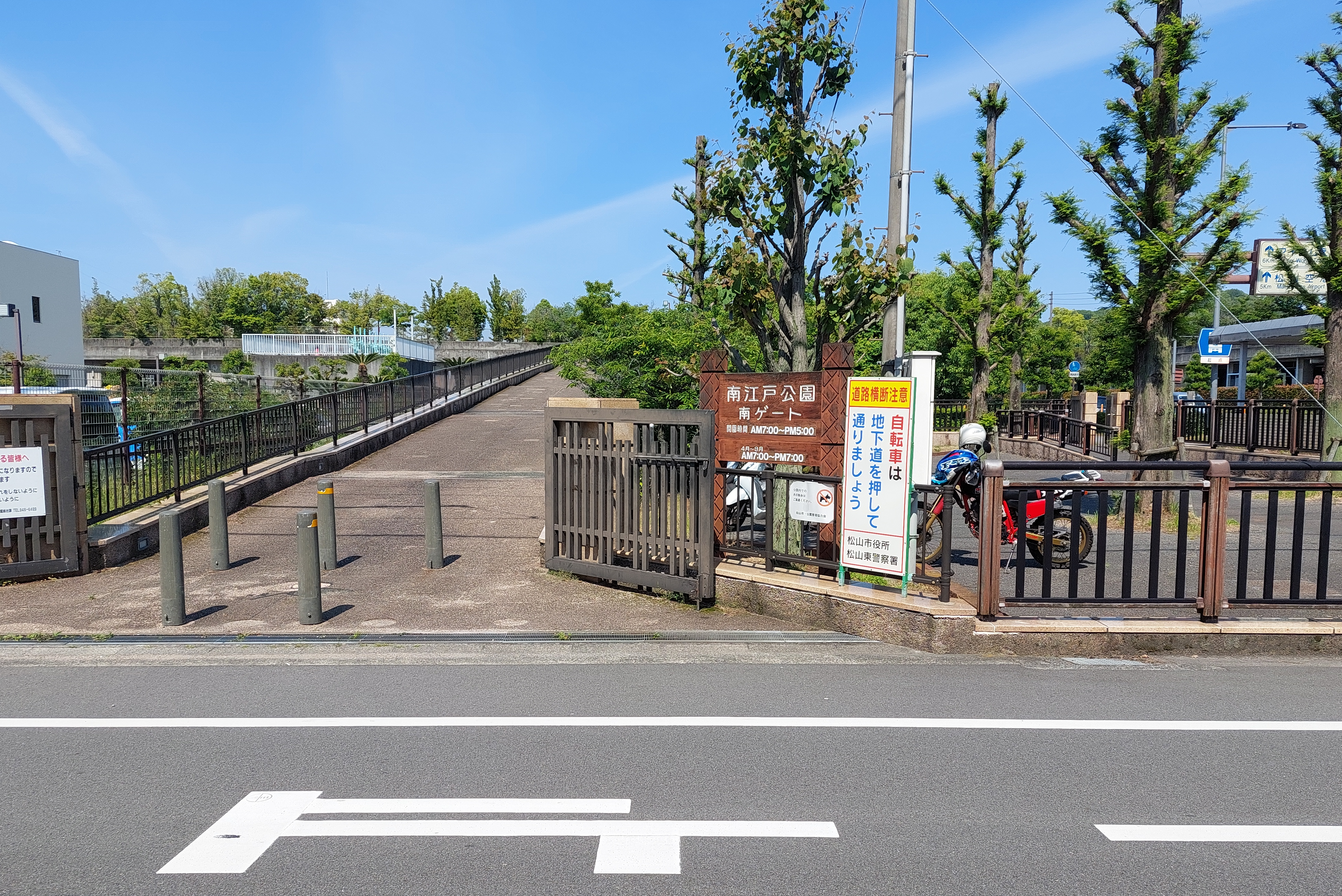
南ゲート
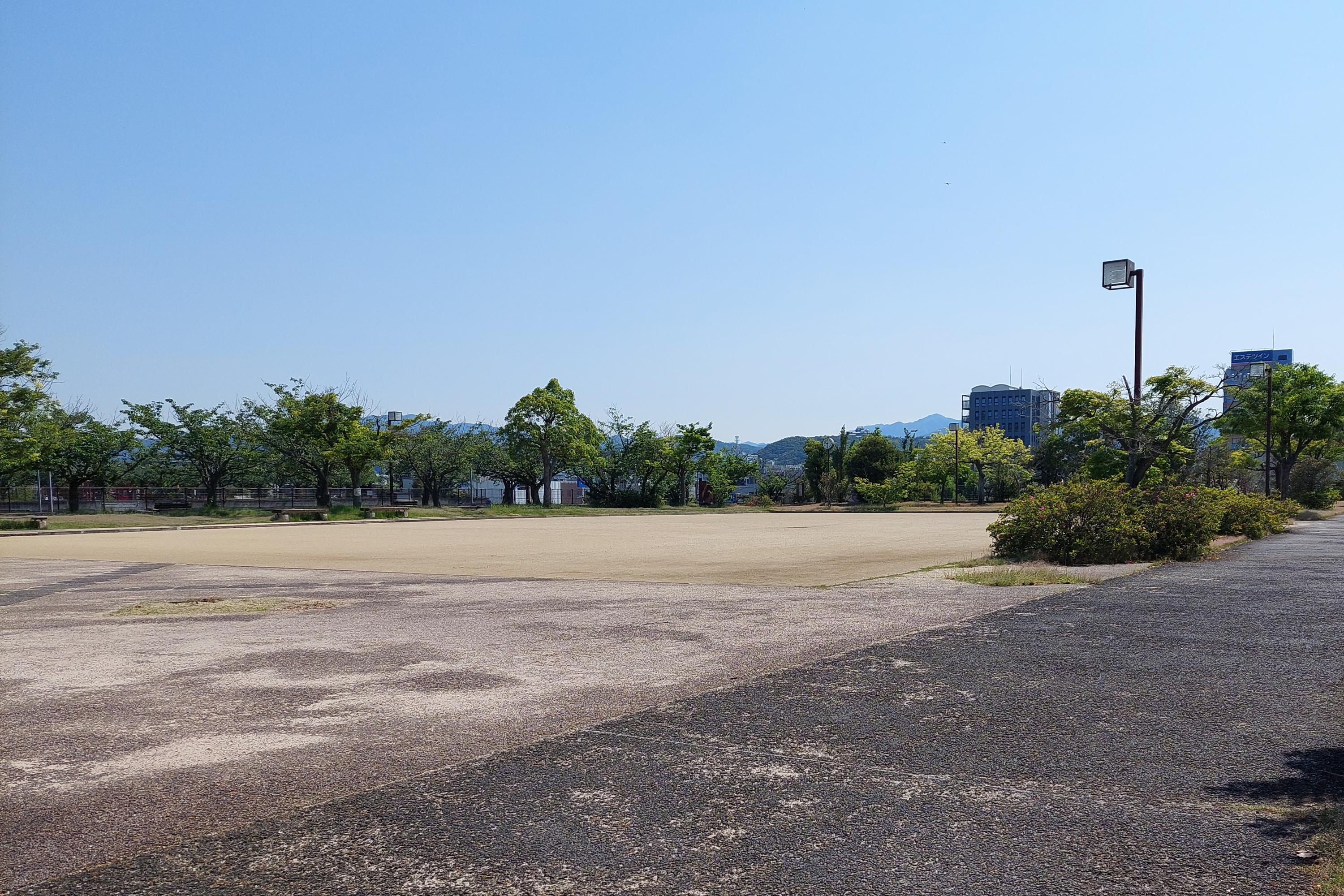
広場
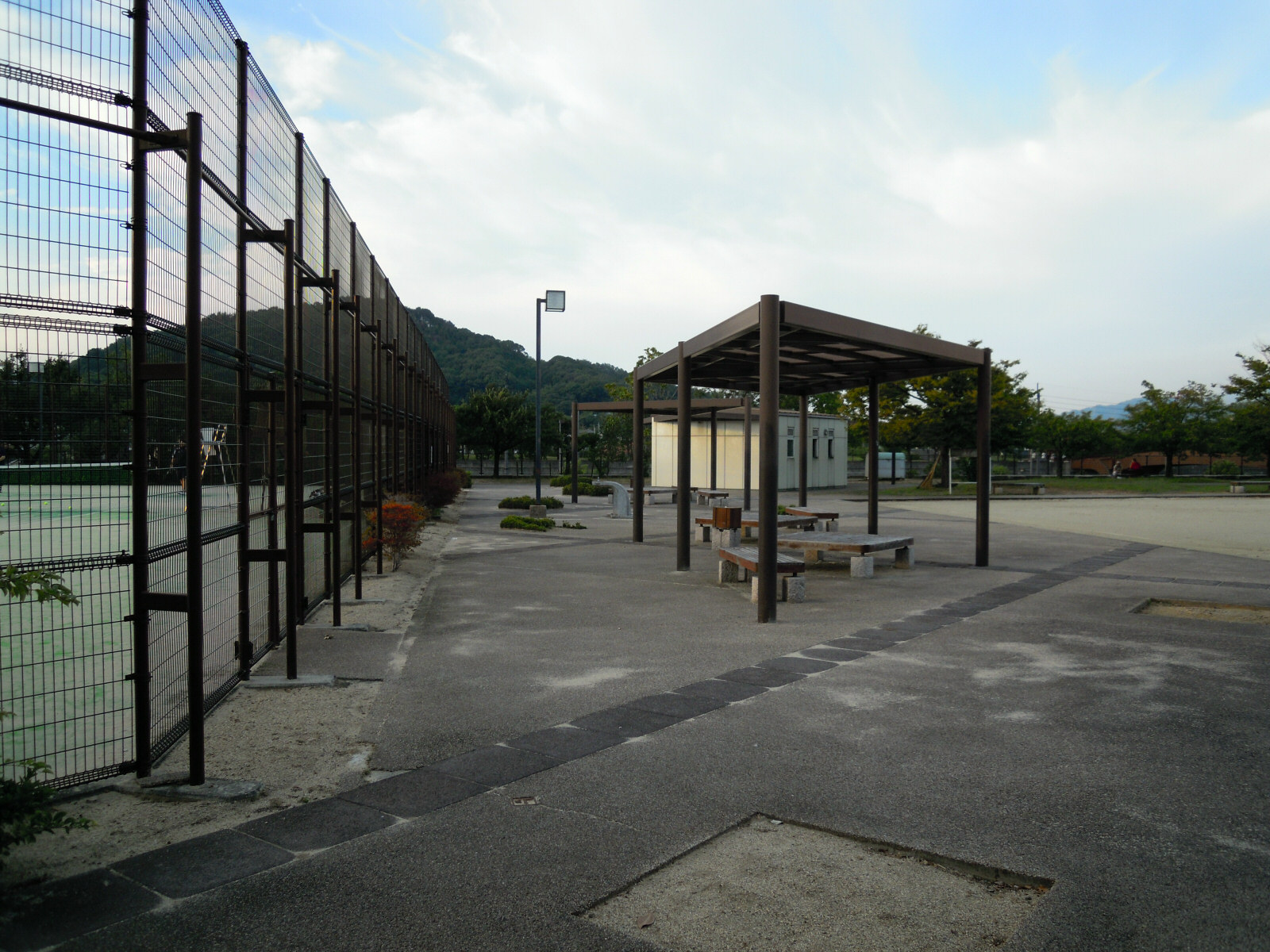
テニスコート

## 周辺施設
- 松山中央下水処理場
- 松山市立城西中学校
- 松山総合公園
- JR松山駅